# Полфёров, Яков Яковлевич
Яков Яковлевич Полфёров (укр. Яків Якович Полфьоров или Полфйоров; 1 (13) апреля 1891, станица Ильинская, ныне Краснодарский край, Россия — 30 сентября 1966, Харьков) — украинский музыкальный педагог, критик и дирижёр.

## Биография
В 1908—1911 гг. учился на юридическом факультете Санкт-Петербургского университета, одновременно проходил курс в Санкт-Петербургской консерватории под руководством Василия Калафати, Николая Соколова и Максимилиана Штейнберга (композиция), а также Николая Черепнина (дирижирование и чтение партитур). В 1911—1914 гг. продолжил юридическое образование в Демидовском юридическом лицее, но затем перебрался в Одессу и вернулся к занятиям композицией в Одесской консерватории у Витольда Малишевского, получив диплом в 1915 году.
В оставшиеся предреволюционные годы работал дирижёром в России, в том числе в 1916—1917 гг. возглавлял оперный театр при Путиловском заводе в Петрограде, где, в частности, поставил одноактные оперы Н. А. Римского-Корсакова «Моцарт и Сальери» и «Кощей Бессмертный». В 1918 году директор Народной консерватории в Ялте. В 1918—1921 гг. преподавал в Одесской консерватории, проректор. Затем снова в Петрограде, директор 4-го музыкального техникума и заместитель заведующего Петроградским отделом художественного образования, одновременно в 1922—1923 гг. ответственный редактор журнала «Еженедельник Петроградских государственных академических театров».
С 1924 года и до конца жизни жил и работал в Харькове. В 1924—1925 гг. ректор Харьковского музыкально-драматического института, в 1925—1926 гг. инспектор отдела художественного образования Наркомата просвещения УССР. В 1927—1929 гг. художественный руководитель Украинского радиовещания; в этот же период участвовал в работе Ассоциации революционных композиторов Украины. В 1930—1934 гг. заведовал музыкальным отделом Харьковской научной библиотеки имени Короленко. В 1932 году был одним из основателей Союза советских музыкантов Украины — предшественника Союза композиторов Украинской ССР.
В 1920—1930-е гг. публиковался как музыкальный критик, работал над монографией «Звуковые и музыкальные элементы в произведениях украинских писателей» (укр. Звукові й музичні елементи в творах українських прозаїків), из которой в 1929 году вышла отдельным изданием часть, посвящённая сочинениям Аркадия Любченко. Опубликовал также брошюры, посвящённые операм Анатоля Вахнянина «Купало» и Бориса Лятошинского «Золотой обруч», в 1930 году выпустил учебное пособие «Органика» (укр. Органіка (Інструментика, вокаліка, вокалітика та оркестрика). В 1935 году вышел библиографический справочник Полфёрова «Русская музыка XIX и XX века». Выступал с леворадикальных позиций — заявляя, например, что «классический балет в своём чистом виде нам чужд и не нужен».
Был репрессирован.